# Sebastián Ortiz
Sebastián Ortiz (* 4. August 1977) ist ein uruguayischer Leichtathlet.

## Karriere
Ortiz ist im Zehnkampf und im Stabhochsprung aktiv. Bei den Juniorensüdamerikameisterschaften 1995 wurde er Juniorensüdamerikameister im Stabhochsprung. Er übersprang dabei eine Höhe von 4,55 Metern. Im Folgejahr brach er zunächst den uruguayischen U20-Rekord in dieser Disziplin, als er am 12. Mai 1996 in Montevideo 4,62 Meter überwand. Am 21. November 1996 stellte er erneut in der uruguayischen Hauptstadt mit einer Leistung von 6602 Punkten den ebenfalls auch heute (Stand: 15. Juni 2015) noch gültigen uruguayischen Landesrekord im Zehnkampf auf. Bei den Südamerikameisterschaften 1997 gewann er mit übersprungenen 4,70 Metern die Bronzemedaille im Stabhochsprung. Dies steht im Widerspruch dazu, dass die IAAF für ihn nur eine Karrierebestmarke von 4,62 Metern führt. Jedoch weist die IAAF abweichend von den Angaben des uruguayischen Leichtathletikverbandes auch ein anderes Datum (22. November 1998) für seinen Zehnkampflandesrekord aus.

## Erfolge
- 1. Platz Juniorensüdamerikameisterschaften 1995 – Stabhochsprung
- 3. Platz Südamerikameisterschaften 1997 – Stabhochsprung

## Persönliche Bestleistungen
- Stabhochsprung: 4,62 Meter, 12. Mai 1996, Montevideo[1]
- Zehnkampf: 6602 Punkte, 21. November 1996, Montevideo